# España, sin problema
España, sin problema es una obra de Rafael Calvo Serer publicada en 1949 como respuesta al que había escrito Pedro Laín, España como problema. Se terminó de imprimir el 29 de octubre de 1949. Ocupa la cuarta posición de la colección BPA que el mismo Calvo Serer dirigía e inspiraba. Según González Cuevas, «suscitó una larga polémica entre los diversos sectores intelectuales del régimen».

## Argumento
La obra trata sobre la hispanidad tradicional en contraposición con la modernidad europea. La concepción española teocéntrica frente a la antropocéntrica. A causa del periodo de guerra civil se cambia de paradigma, y el pensamiento deja de ser: España ha dejado de ser un problema para concienciarse de que España se enfrenta a muchos problemas. El libro parece una respuesta al escrito por Pedro Laín, España como problema. Asimismo, no se detecta por parte del autor que fuese escrito con ánimo de crear polémica, de hecho, en muchos aspectos podían compartir opinión. Ambos estaban convencidos de que la España nacida después de la guerra debía ser guiada. Por otra parte, el autor pensaba que el gran problema ya había quedado resuelto con la guerra y que solo había que solucionar pequeños problemas.
El autor se apartó de las ideas revolucionarias y también de las fraccionarias y abogó por la síntesis; síntesis que ofrecía una vuelta a las raíces españolas y, por otro lado, apostar por algunas ideas renovadoras de autores europeos. En su obra el autor también apuesta por renovar en catolicismo en y desde España. Además, planteó el comportamiento del catolicismo alemán de la posguerra. Finalmente, el libro trata de abrir un debate sobre el pasado, el presente y el futuro de España.
Una de las críticas más destacadas a este libro fue la escrita por el historiador exiliado Sánchez-Albornoz que plasmaba «una gran patria renovada a costa de una bárbara guerra fratricida».

## Contexto histórico
El contexto histórico en el que se desarrolla la obra es el primer franquismo. Se entendía a la esencia nacional española como una cuestión problemática, debido a la expresión lógica de la consciencia española en unos siglos de derrota, agotamiento e inseguridad. La consideración de España como problema, la desunión espiritual y las divisiones internas de los españoles llevaron a la aceptación de la expresión «problema de España», definida por Pedro Laín como «la colisión agónica entre la hispanidad tradicional y la modernidad europea».
Tras siglos en que España fue tema a discutir, españoles mediante actos enérgicos, tajantes y claros; desde 1939 España ha dejado de «ser un problema», para adquirir conciencia de que está enfrentada con «muchos problemas». Con este ensayo se pretende dejar de dar vueltas al pasado para ahondar en el propio espíritu español sin considerarlo problemático. De este modo, insertos en la tradición positiva, podremos enfrentarnos con el futuro hacia el que tiende nuestro destino.

## Contenido
El volumen está constituido por una serie de ensayos, que en su mayor parte fueron publicados por primera vez en la revista Arbor. Se trata de un planteamiento de los problemas de España, desde 1943 que contrastan la personalidad nacional española con la de los «países modernos». Los artículos-ensayos reunidos muestran el valor de las ideologías en lucha, protagonistas del problema de España, se descubre mejor con arreglo una visión filosófico-cultural del proceso destructor del orden cristiano medieval, que constituye la Edad Moderna. Contiene los artículos:
1. El fin de la época de las revoluciones
2. El pensamiento contrarrevolucionario de Donoso Cortés y la ruina de la Europa moderna
3. El problema de España en la generación del 98 y su valor de contraste
4. España, sin problema
5. Una nueva generación española
6. Un comportamiento ejemplar para los problemas de España

## Premios
- «Premio Nacional de Literatura Francisco Franco».[1][a]